# 多賀公人
多賀 公人（たが きみと、1963年〈昭和38年〉4月17日 - ）は、元瀬戸内海放送高松本社報道制作ユニット所属のアナウンサー・プロデューサー。著作家。父は画家の多賀栄一。

## 来歴・人物
岡山県玉野市出身で青山学院大学に進む。学生時代は関東大学学生ダンス連盟Σの初代委員長を務めた。多賀が結成した当時は全日本学生ダンシング連盟という名前で、東京大学、日本大学（芸術学部）、日本女子大学、上智大学、慶應義塾大学、青山学院大学の6つの大学で構成されていた。
大学卒業後の1988年（昭和63年）に、瀬戸内海放送へ入社した（本人は瀬戸大橋と同期と表現している）。国際ロータリークラブジャーナリスト奨学生としてサンフランシスコ州立大学に留学するため、1年間休職した経験があり、帰国後にその体験を著書として刊行している。同じく在職中の2013年（平成25年）に神戸大学大学院経営学研究科（MBA課程）を修了、経営学修士号を持つ（指導教官は金井壽宏）。キャリア・コンサルティング技能士資格も保有している。
アナウンサーとしてはスポーツ実況（高校野球、高校柔道、バレーボール、ボクシング、ゴルフ）で知られる。2007年流行語大賞「ハニカミ王子」の生みの親である（詳細は後述）。
現在はアナウンサー以外にもディレクターやプロデューサーも兼任している。プロデューサーとして「真矢みきの坂本龍馬ミステリィー」「うどん王子ナンチャンの讃岐うどんのルーツ、中国まで行っちゃいましたSP」などを担当。「二重国籍の青春」「ハニカミ王子からのプレゼント」などを制作した。2013年（平成25年）には山口智充を起用した番組「ぐぐっと、ぐっさん」を企画。テレビ局の系列をこえて徳島・香川・岡山での放送を実現。またこの年に始まった番組「報・動・力」では倉敷市出身の水道橋博士をナビゲーターに起用。多賀本人も出演しプロデューサーも務めている。
上記の神戸大学大学院での修士論文は「プロゴルファーのキャリア・トランジションに関する研究」であった。賞金王を獲得した尾崎直道や羽川豊などトッププロゴルファー22人にインタビュー取材して作成され、キャリアの転記となった出来事とその要因分析が主な内容である。修士論文は一部が2014年に『プロゴルファーという生き方』（日経BP社）として刊行された。
2014年（平成26年）3月に開催されたAKB48 チーム8の全国オーディションでは岡山オーディションの審査員を担当している。
2016年（平成28年）2月29日、瀬戸内海放送を退社。
放送界以外の活動としては、2006年（平成18年）4月から川崎医療短期大学非常勤講師（対人関係論）に就任、看護師を目指す人たちに発声や表現力をつける授業を担当している。2006年（平成18年）10月からは四国学院大学でも非常勤講師（マスメディア論II）を務めている。さらに2009年（平成21年）4月より香川大学で客員教授（キャリア教育関連特別講義）に就任している。2012年（平成24年）には岡山大学でも講師を担当。

## 「ハニカミ王子」の名付け親
2007年（平成19年）5月20日に行われた男子プロゴルフツアー「マンシングウェアオープン KSBカップ2007」最終日の実況の中で、アマチュアで高校生の石川遼選手が史上最年少優勝を決めてインタビューを受けている時に彼を何気なく「ハニカミ王子」と呼んだ。しかし、それが瞬く間に流行語になり、「ハニカミ王子」は同年12月3日に行なわれた新語・流行語大賞の大賞に選ばれた（授賞式は石川選手が出席）。
ちなみに実際中継では1回しか口にしていないが、名付け親として2007年（平成19年）5月22日と12月3日放送の「KSBスーパーJチャンネル（17時台東京発のパート）」にゲスト出演（前者はKSBスタジオから、後者はVTRで）するなど注目を集めた。ついには地元他局・山陽放送の生情報番組『イブニングDonDon（2007年12月11日放送分、四国支社からの生放送）』に生出演した。ほとんどのスポーツ紙で紹介される。TBSの「アッコにおまかせ」でも紹介される。2007年テレビ朝日年末恒例のニュースグランプリでグランプリ受賞。

## 現在出演中の番組
- KSBスーパーJチャンネル（木曜・金曜担当）
- 報・動・力（プロデューサー　司会）
- あもーれ!マッタリーノ（RSKラジオ　水曜パートナー）

## 過去出演した番組

### 瀬戸内海放送時代
- アットホーム6
- ニュースシャトル
- モーニングKSB
- チョベリグ!
- 最強!ドリーム百貨店
- 情報スパーク! KSBひるズ
- 中村祐子のGOLF BOGGY（ボギー）はご機嫌ななめ!
- Passion Live〜情熱生放送〜WEEKEND SHUTTLE（エフエム香川）
- JOY-U・CLUB(エフエム香川)
- ボクシング世界タイトル戦実況
- バスケットＬリーグ実況
- NOVILカップ実況
- 高校野球甲子園大会実況
- 関西オープン2012実況
- 映画シベリア超特急2
- マンシングウェアオープン KSBカップ（ゴルフ中継）
- ぐぐっと、ぐっさん（企画）

など

## 著書
- 『男31歳地方アナ留学日記 あの頃があったから今がある』西日本出版社、2005年
- 『プロゴルファーという生き方　働く男の７つの苦悩と３つの果報』日経BP社、2014年